# نقاره خانه چپدر
نقاره خانه چپدر مربوط به دوره اشکانیان است و در شهرستان بروجرد، بخش مرکزی، دهستان دره صیدی، ۴۰۰ متری شرق روستای چپدر واقع شده و این اثر در تاریخ ۲۸ اسفند ۱۳۸۵ با شمارهٔ ثبت ۱۸۳۵۶ به‌عنوان یکی از آثار ملی ایران به ثبت رسیده است.